# 粗鰭魮
粗鰭魮（学名：Barbus trachypterus）為輻鰭魚綱鯉形目鯉科的其中一個種。分布於非洲剛果民主共和國與尚比亞的Luapula河流域，體長可達23.9公分。

## 扩展阅读
維基物種上的相關：粗鰭魮